# 下地島
下地島（しもじしま、しもじじま）は、宮古列島の島のひとつである。全島が沖縄県宮古島市に属する。

## 概要
狭い水路を隔てて東側の伊良部島と隣接し、6本の橋で結ばれている。また、2015年の伊良部大橋開通により伊良部島を介して宮古島とも陸路で結ばれた。2005年に合併によって宮古島市の一部となる前は、伊良部島とともに宮古郡伊良部町を形成していた。
面積の約98%を公有地（国・県・市有地）が占めており、日本で唯一、パイロット訓練用空港として造られた下地島空港がある。

## 地理
面積9.68km2、周囲17.5km、人口95人（住民基本台帳による。2019年1月1日時点）。
サンゴ礁の隆起が成因の隆起サンゴ礁の島で、島全体が第四紀更新世の多孔質の琉球石灰岩で覆われている。形状は非常に平たんで、標高は最大で21.6メートル、
河川はない。伊良部島との間には幅40-100mの狭い海峡、入江水道が約3.5kmにわたって続く。水路が狭いため、航空写真などでは伊良部島とひとつの島に見えるが、両島は地続きではない別の島である。この水路には、6本の橋が架かっている。
島の南側は単調な海岸で、西側は険しい海食崖が続く。北側は下地島空港の滑走路が海に突出し、滑走路の東は小さな入り江になっている。下地島空港を除くほぼ全域が伊良部県立自然公園に指定されている。

## 歴史
『朝鮮王朝実録』（李朝実録）の世祖8年（1463年）2月の条には、宮古島に漂着した朝鮮船の乗員の記録があり、その中に下地島に比定される「時麻子島」の記述があって、宮古島と下地島など近隣の5島の島民は互いに往来していたという。
また、古琉球の頃には伊良部島の佐和田にキドマリ村（木泊村）があったとされ、村跡が残る。この村は古琉球の間に津波で壊滅したとされるが、『伊安氏正統家譜』には、16世紀の嘉靖年間頃の人物と推定される喜屋泊与人に関する記述があり、この喜屋泊が木泊とするならば当時まで村が存在したと考えられる。
近世初頭に伊良部村の伊安姓国仲与人が八重山で牡牛・牝牛を2匹購入してきて放牧したといい、以降は牛や馬の牧場があった。1767年に与世山親方は、馬が風雨や寒暑をしのぐためにアダンや諸木を植えるよう指示している。1769年に伊良部島との間に佐和田矼が築かれたが、1771年の八重山地震にともなう明和の大津波により一部が破壊された。この津波では平坦なため放牧地や畑が水没し、馬や牛、羊などが溺死している。下地島に13丈（約40m）もの高さの大波が打寄せ、西岸の帯岩などが打上げられたとされる。ただし、近年の研究によって、先島諸島（宮古列島・八重山列島）では周期的に津波が発生したことが明らかになっており、帯岩はより以前の津波によって移動したとする説もある。

## 交通

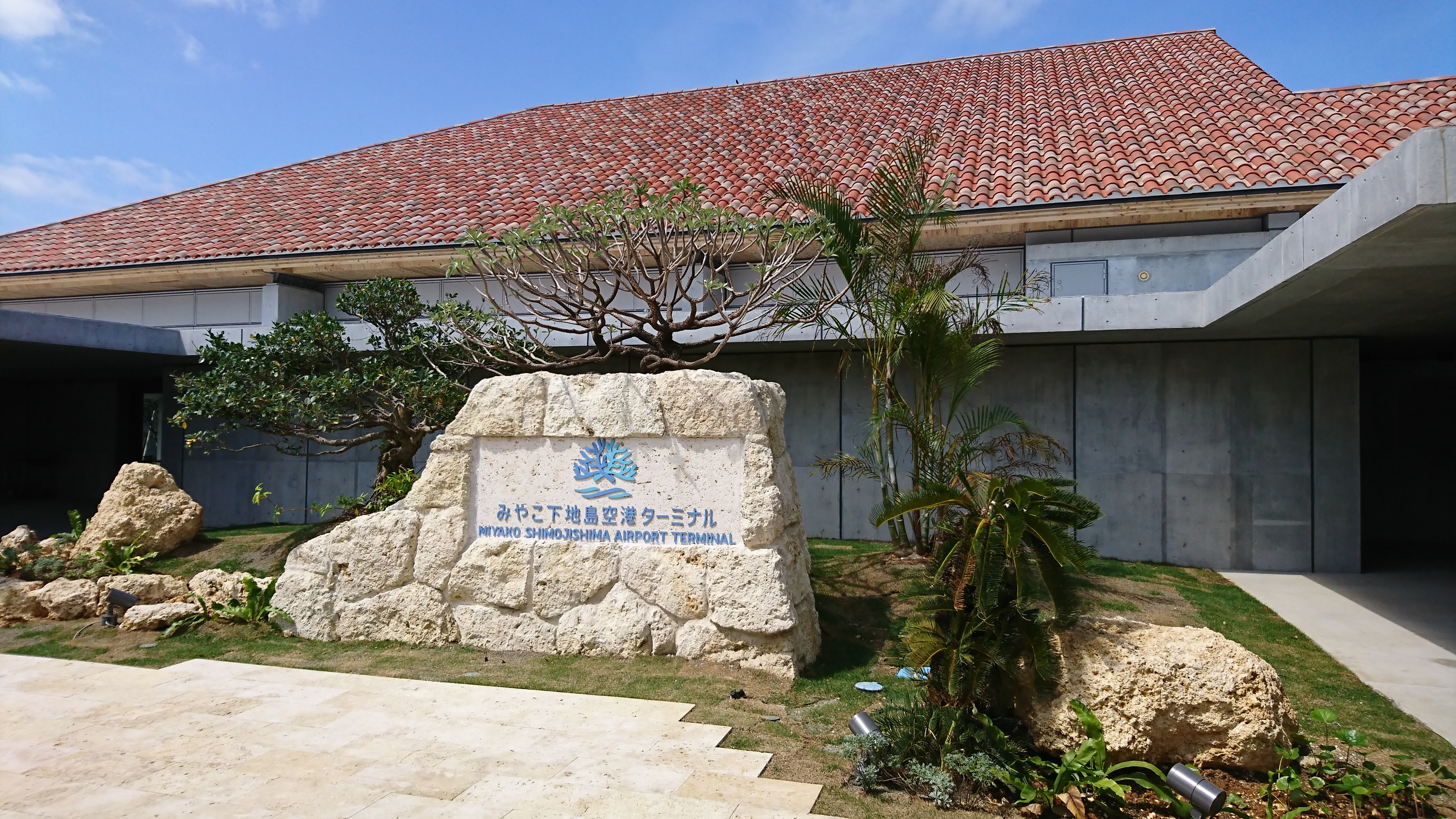
みやこ下地島空港ターミナル（2019年）

### 空路
- 下地島空港
  - 2019年3月30日に新ターミナルが開業。成田国際空港、関西国際空港、香港国際空港との間に定期便が就航している（冬季は一部運休）[14][15][16][17]。2020年10月25日からスカイマークにより羽田、神戸、那覇便の就航を開始した。[18][19]
  - 日本で唯一のパイロット訓練を目的として造られた飛行場である。そのため、日本の民間用空港としてはめずらしく計器着陸装置（ILS）を左右両端に備えるとともに、地方空港としては長大な3,000m×60m級の滑走路を有する。

### 航路
- 島内に定期航路が就航する港湾はない。
- 伊良部島との間の水路の伊良部島側南東入口（渡口の浜）付近には長山港渡口地区があり、主に地元の小型船が利用している[20][21]。

### 道路
- 沖縄県道90号下地島空港佐良浜線
  - 下地島の下地島空港を始点とし、国仲橋を渡って伊良部島に入る[22]。その後、伊良部島を横断して東岸に位置する終点の佐良浜に至る[23]。
- 沖縄県道252号平良下地島空港線
  - 下地島の下地島空港を終点とする。終点から始点方向に見ると、下地島東岸を北から南に縦断し、乗瀬橋を渡って伊良部島に入る[22]。その後、伊良部島の南岸沿いに東に進み、伊良部大橋を経て始点の宮古島中心部に続く[23]。
- 伊良部島との間の水路には、南（渡口の浜側）から北（佐和田の浜側）の順に以下の橋が架かっている。国仲橋及び乗瀬橋が県道で、他は市道の一部[22]。
  - 乗瀬橋（ぬーしはし） - 1976年3月に下地島空港建設に伴い工事用道路の一部として架橋。名称は近くにある乗瀬御嶽にちなむ。老朽化のため2009年から通行止めとなって、2013年1月に取り壊された[24]。その後、架け替えが行われ、2019年3月16日に新しい橋の供用が開始された[22][25][26][27]。
  - 伊良部橋 - 老朽化のために2005年から通行止めとなっていたが、現在の橋が2010年に竣工[28]、2011年に開通した[29]。
  - 仲地橋 - 1919年架橋[30]。現在の橋は1981年頃竣工[28]。
  - 国仲橋 - 1912年架橋[30]。現在の橋は1983年竣工[31]。県道90号の橋[22]。
  - たいこ橋 - 現在の橋は1997年竣工[28]。
  - なかよね橋 - 現在の橋は1994年竣工[28]。

### 交通機関
- 空港連絡バス - 宮古協栄バス及び中央交通が、下地島空港と宮古島内との間で空港連絡バスを運行している。ただし、下地島内では下地島空港以外には停車しない。
- 定期路線バス - 共和バスが、伊良部島と宮古島平良港との間で定期バスを運行しており、伊良部島の各々の橋に近い停留所から下地島までは徒歩10分前後である。
- タクシー・レンタカー - 下地島空港にレンタカーが出店している[32]。橋で繋がる伊良部島や宮古島で営業しているタクシー、レンタカーの利用も可能。

## 名所・旧跡・観光スポット
通り池
サーモクラインによって色が変わって見え、古くから神話が伝わる幻想的な池。中央に天然の石橋が架かり、2つに分かれているように見えるが水中で繋がっており、さらに海にも通じている。このため、絶好のダイビングスポットとして知られる。国の名勝及び天然記念物。周辺にはカルスト地形のカレンフェルトが発達している。
帯岩
1771年（明和8年）に起きた八重山地震またはそれ以前の津波の際に打ち上げられたとされる巨岩。人が帯を締めているように見えることから、この名称がついたとされる。現在は島の信仰の中心。
下地島空港
周辺の海の美しさで知られる。かつてはジェット機のタッチアンドゴー（離着陸訓練）が行われていたが、2014年4月以降は琉球エアーコミューター（RAC）や海上保安庁等の小型機の訓練のみが行われている。新ターミナル開業に伴い、周辺道路は2019年3月23日から車両全面通行止め（徒歩での通行は可能）。
中の島ビーチ
シュノーケリングに適したビーチ。地元ではカヤッファと呼ばれる。

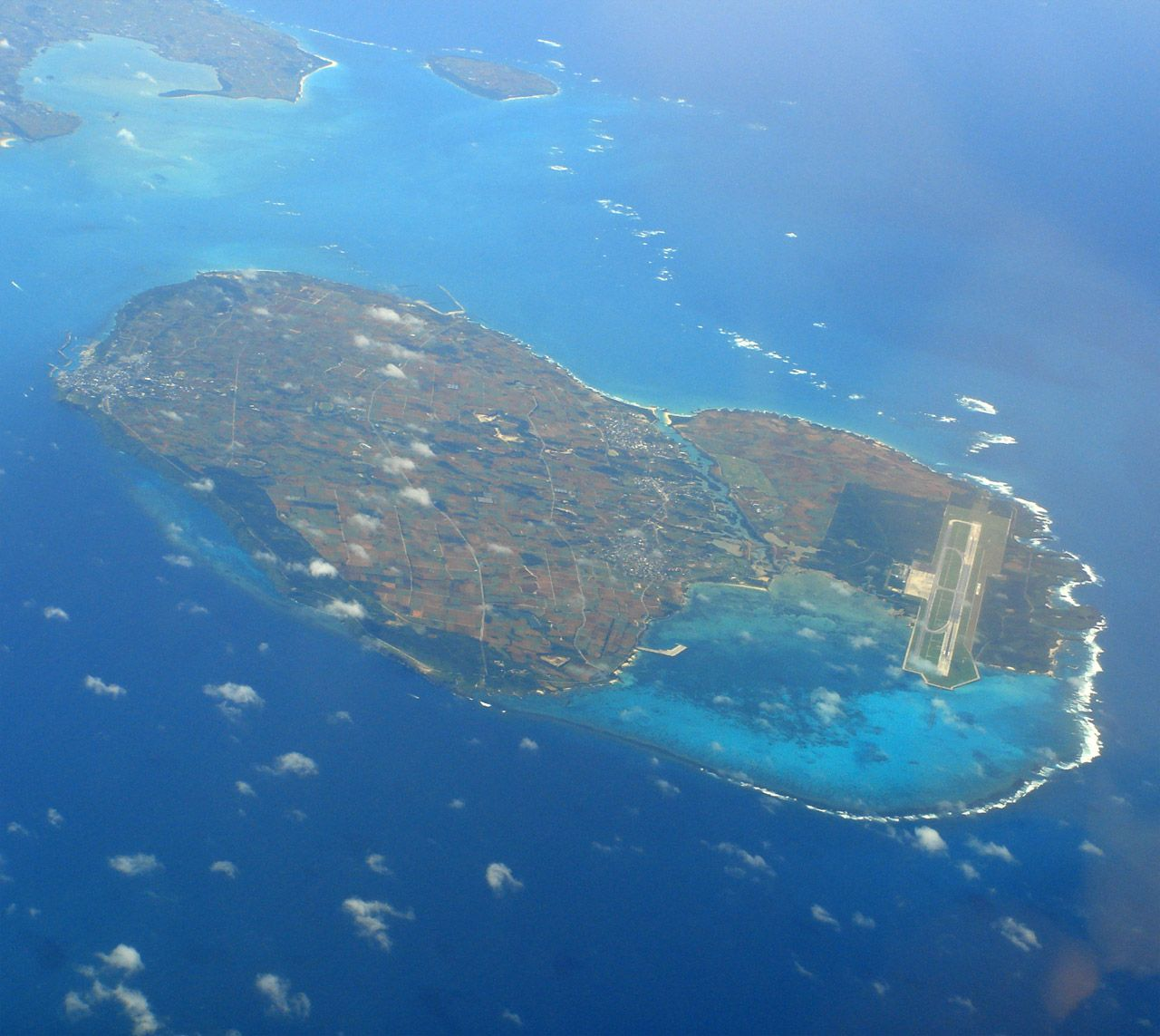
中央やや右に細長い水路が見える。その右半分が下地島、左が伊良部島
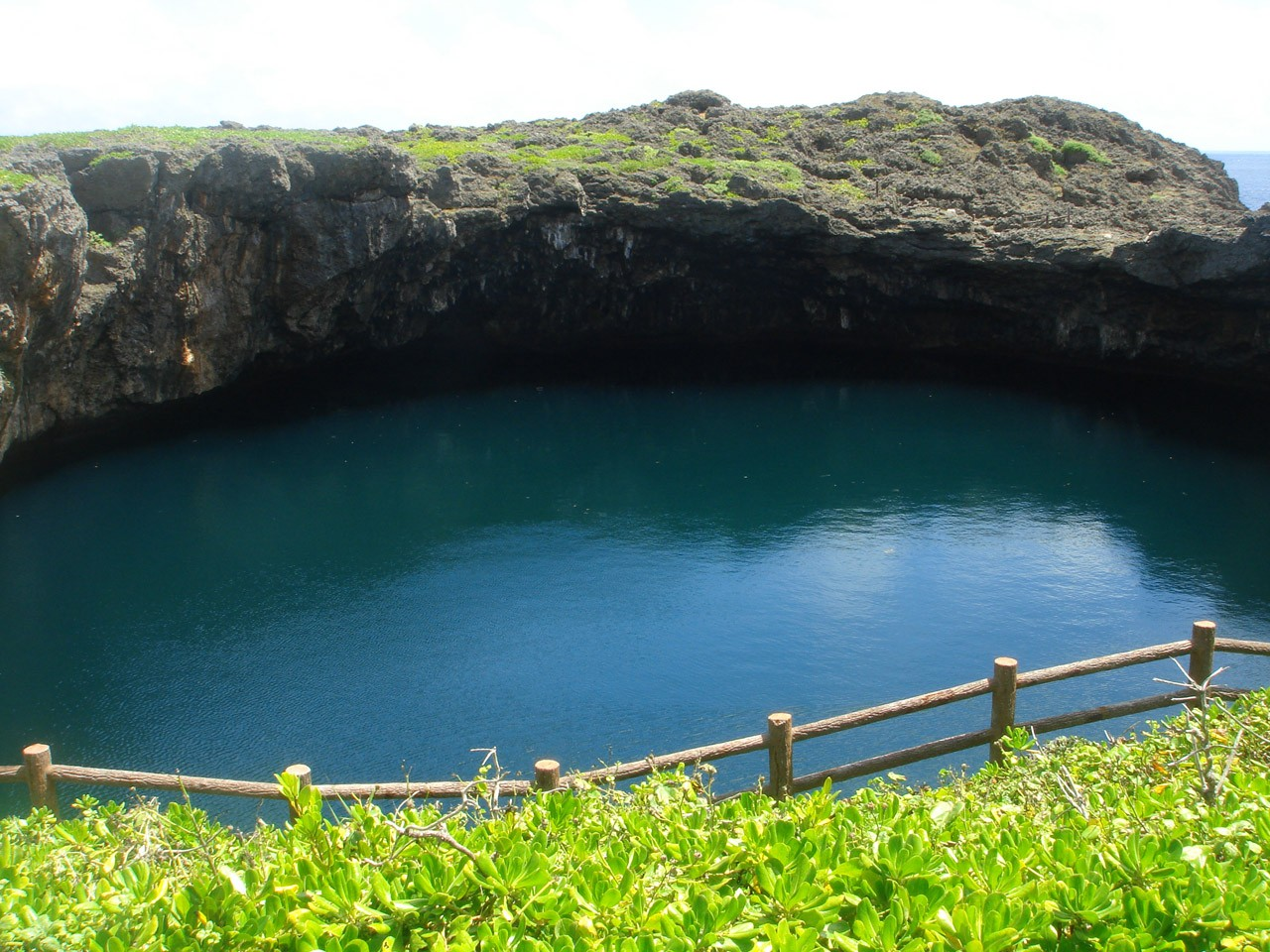
通り池
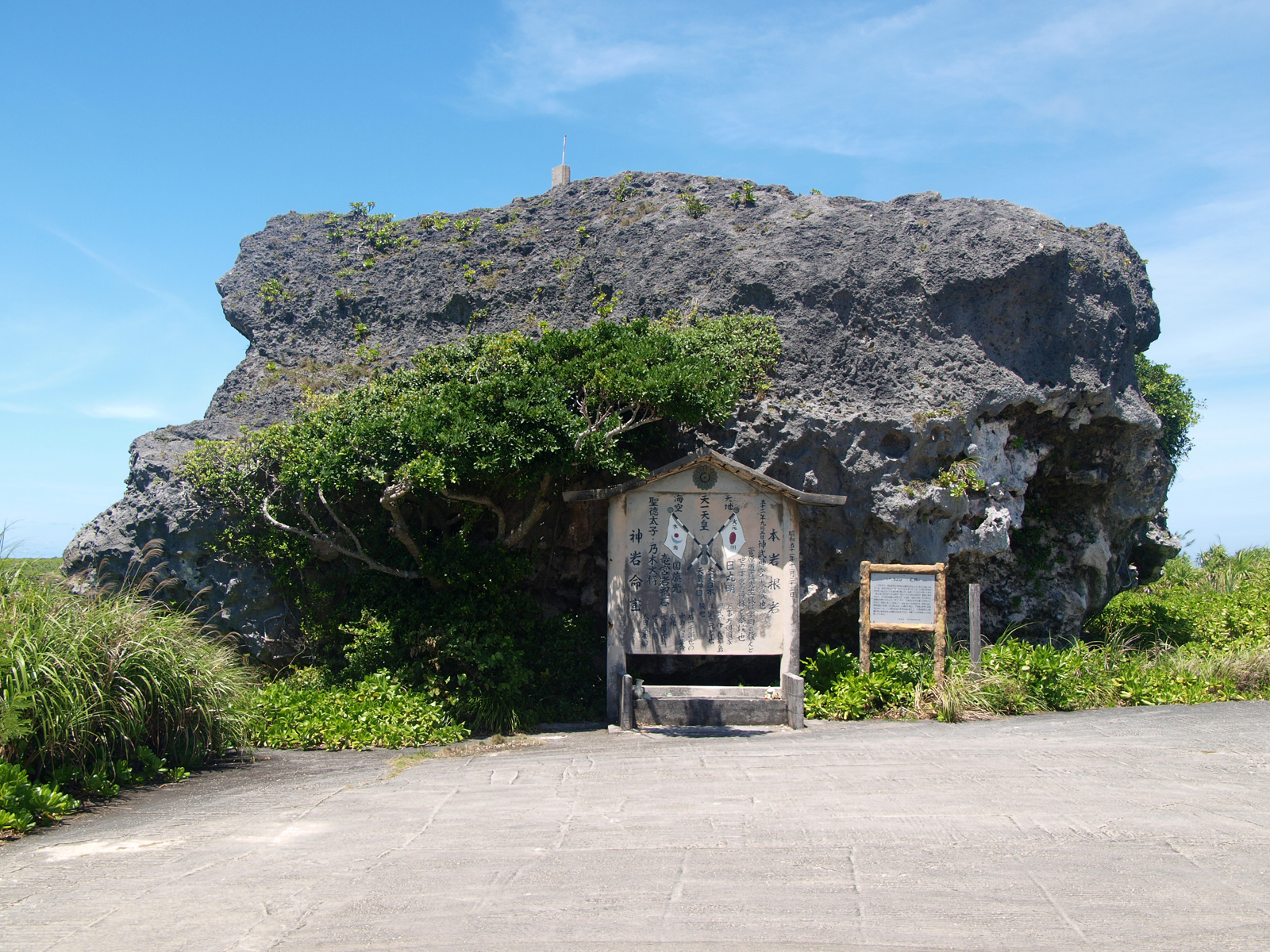
帯岩
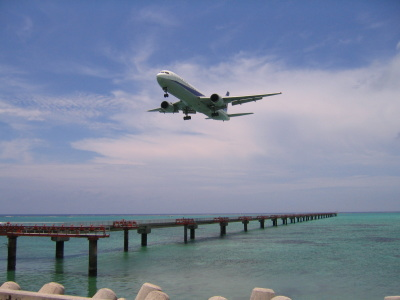
下地島空港へ着陸するジェット機

## 下地島を舞台とする作品
- ストラトス・フォー - 下地島空港をモデルとした架空の下地島基地が舞台のアニメ。